# Biruința
Biruinţa (ryska: Бируинца) är en ort i Moldavien. Den ligger i distriktet Sîngerei, i den norra delen av landet. Biruinţa ligger 102 meter över havet och antalet invånare är 4 700. Orten har järnvägsanslut.
Terrängen runt Biruinţa är huvudsakligen platt, men åt sydost är den kuperad. Trakten runt Biruinţa består till största delen av jordbruksmark.